# Valéry Mayet
Pour les articles homonymes, voir Mayet.
Valéry Mayet est né à Lyon le 2 janvier 1839 et mort à Montpellier le 4 mai 1909. Il occupait à Montpellier un poste de professeur de zoologie à l'École nationale d'agriculture.

## Éléments de biographie
Avec Galien Mingaud, directeur du Muséum d'histoire naturelle de Nîmes, Valéry Mayet a alerté le monde scientifique et certains décideurs et ils ont ainsi sauvé les derniers individus de la population relictuelle de castors Castor fiber. Mayet a obtenu en 1891 la suppression de la prime à la destruction de castors, alors que cette espèce avait presque été exterminée en France et dans une grande partie de l'Europe. Mingaud obtiendra ensuite un statut de protection pour les derniers castors autochtones dans les Bouches-du-Rhône, le Gard et le Vaucluse. C'est le premier animal à bénéficier d'une mesure de sauvegarde.

## Publications
- Les Insectes de la vigne. Montpellier, Coulet ; Paris, Masson, 1890. Ce livre est son travail le plus important. C'est un ouvrage fondamental sur les insectes ampélophages : le phytoptus, la cécidomyie, la cochenille, le phylloxéra, les pucerons, la grisette, la pyrale, la cochylis, les termites, criquets, altises et autres charançons... 
Pour chaque parasite, il fait une description entomologique et biologique, donne l'historique de la maladie qu'il propage et indique les moyens pour lutter, prévenir ou guérir.
- Mémoire sur les mœurs et les métamorphoses d'une nouvelle espèce de la famille des Vésícants, le Sitaris Colletis (Ann. Société entomologique de France, 1875).